# ISO 3166-2:GM
ISO 3166-2:GM

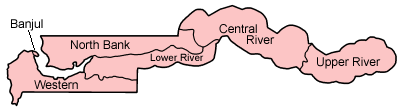
ガンビアの地図

この記事は、ISOの3166-2規格の内、GMで始まるものの一覧であり、ガンビアの地方のコードである。ガンビアの5つの地方と首都であるバンジュールを示すものである。
はじめの「GM」はISO 3166-1によるガンビアの国名コード。その後に続くアルファベットがそれぞれの地域を表している。

## コード
| コード | 地域名             | 英語表記      |
| ------ | ------------------ | ------------- |
| GM-B   | バンジュール       | Banjul        |
| GM-M   | ガンビア川中流地方 | Central River |
| GM-L   | ガンビア川下流地方 | Lower River   |
| GM-N   | ノースバンク地方   | North Bank    |
| GM-U   | ガンビア川上流地方 | Upper River   |
| GM-W   | 西部地方           | Western       |